# Angus & Julia Stone
Az Angus & Julia Stone az ausztrál testvérpár, Angus Stone és Julia Stone által alapított népzenei duó. Szüleik is zenészek voltak, már születésük előtt. A testvérpár három stúdióalbumot, és egyenként két-két szólólemezt adott ki. A 2010-es ARIA díjátadó gálán 9 jelölésből 5-öt megnyertek.

## Történet

### Korai évek
A duó 2006 elején alakult. Anyjuk Kim Stone (ma Jones) (tengerbiológus, énekes, gimnáziumi tanár, befektetéskezelő, igazgatósági tag), apjuk John Stone (zenész, építész, gimnáziumi tanár). A két szülő már gyerekeik születése előtt zenéltek. Legidősebb gyerekük, Catherine 1982 októberében született; Julia 1984. április 13-án, Angus 1986. április 27-én. A család Sydney külvárosában, Newportban élt; a három testvér a Newport Primary Schoolba, majd a Barrenjoey High Schoolba járt – szüleik mindhármukat tanították zenélni és énekelni. Családi összejöveteleiken Catehrine szaxofonon, Julia trombitán, Angus pedig harsonán játszott; édesanyjuk énekelt, apjuk pedig szintetizátoron vagy gitáron zenélt.
Később szüleik békésen elváltak. Mivel ugyanabban a külvárosban éltek, gyerekeik ugyanannyi időt tölthettek mindkettejüknél. Angus ekkor kezdett popdalokat írni. Miután elvégezték az iskolát, ő laboráns, Julia pedig trombitatanár lett. Később Angus gitározni tanult, majd egy hódeszka-balesete utáni felépülése közben édesanyjával az ekkor Dél-Amerikában tartózkodó Juliához, majd vele együtt Olaszországba, Catherine-hez utaztak.

#### Egy év szünet
Angus hazatért Ausztráliába, Julia viszont utazással töltötte az év hátralévő részét. Később visszaemlékezésében elmondta: „[Angus] csodás dalokat írt... [ő] mutatta meg Bolíviában, hogy kell gitáron játszani, ezek a számok pedig lenyűgöztek.” „Ekkor a gitár még újdonság volt számomra. Csak azért vettem egyet, hogy megtanuljak játszani rajta. Szóval ott voltunk a chalalani dzsungel közepén, és Angus saját dalait játszotta. Nem sokat találkoztunk az elmúlt években – az iskola elvégzése után összeköltöztünk barátommal, Angus pedig szörfözött és korcsolyázott – és annyira gyönyörűek voltak a számai, hogy megkértem, tanítson gitározni, és ez volt gitáros karrierem, és feltételezem, barátságunk kezdete, valamint ezen csodás élmény kezdete.”
Amikor Julia visszament Ausztráliába, öccsét arra ösztönözte, kezdjen fellépni. 2005-ben Angus szabad mikrofon esteken kezdte karrierjét, néha nővére is énekelt. Első, Coogee Bay Hotel-beli fellépésükön Angus saját dalát, a Tearst játszották el. Ekkortájt Julia saját számain dolgozott, viszont továbbra is segítettek egymásnak.

#### A duó megalakulása
A testvérpár 2006 elején döntött úgy, hogy közösen fognak zenélni. Továbbra is maguk írják a dalokat, viszont később együtt dolgoznak a szerkezeten és az összhangon. Edward Nimmervoll ausztrál újságíró szerint „Julia főként romantikus számokat ír, Angus viszont rendezettebb szövegű populárisabb dalokat.” Julia így írta le a folyamatot: „bárhonnan, bármiből tudunk inspirációt nyerni. Lehet hely, személy, vagy aktuális érzéseink kombinációja. Valamint ott vannak az emberek, akiket ideiglenesen hátrahagytál, a szeretőd akit otthon hagytál, illetve édesanyád, kinek jövő héten lesz a születésnapja, de te nem leszel ott.”
Bernard Zuel, a The Sydney Morning Herald újságírója szerint „jellegzetes hangjuk van. Juliáé Jolie Holland hangjára, Angusé pedig egy smoke-on-the-beach fellépőjére! Nimmervoll ezzel szemben úgy fogalmazott, hogy „Angus hangja Paul Simonéra emlékeztet, magas, és egyenletes, összhangban van. Juliáé viszont lányos, törékeny és színpadias, ahogy az manapság az alter-folkban oly divatos. Próbál nem versenyezni, de Angus mellett kénytelen változatos lenni, ami nem baj, mivel dalai gyönyörűen kétségbeesettek.
A Mojo újságírója, Johnny Sharp szerint „a dalok igazán megkapók, vakítóan hatékony, akusztikus alkotások; meleg lány-fiú összhang, és finom, „a kevesebb több” megállapodások. Az ellenállás tényleg hasztalan.” Lewis Bazley, az inthenews.co.uk munkatársa szerint nyertes összeállítás Angus Damien Rice-féle dallamos éneke és Julia Björk-szerű hangja igazán ellenállhatatlanná teszi őket.

### Albumok

#### Chocolates and Cigarettes és Heart Full of Wine
2006-ban nekiláttak első középlemezük felvételéhez. Az album közreműködői: Julia Stone (ének, gitár, trombita), Angus Stone (ének, gitár), Mitchell Connelly (dob, ütőhangszerek), Clay MacDonald (basszusgitár) és Hanna Oblikov (cselló). Az album címét Julia választotta: „Mindkettőt szeretem... De a cigarettát megpróbálom nem szeretni. Csak fellépés után gyújtok rá.” Akkori barátja, Connelly és MacDonald kiléptek eredeti együttesükből (The Beautiful Girls), és öt koncerten is a duóval együtt léptek fel. Az első számot (Paper Aeroplane) először az ausztrál FBi rádióban játszották le áprilisban. Ugyanebben a hónapban a The Great Escape Festivalon játszottak. Július végén a Byron Bay-i Splendour in the Grass fesztivál egy kisebb sátrában adtak elő 200 ember előtt.
Augusztusban két középlemezre szóló szerződést írtak alá az EMI-vel, illetve a londoni Independiente Recordsszal. A duó ekkor Londonba tette át székhelyét. Ausztráliában augusztus 26-án jelent meg lemezük Ian Prichett rendezésében. Az Egyesült Királyságban Chris Potter felajánlotta nekik stúdióját, ahol a The Verve és Richard Ashcroft is dalaikon dolgoznak. A Travis énekese, Francis Healy is felajánlotta otthoni stúdióját, miután hallott első középlemezükről. Ezen együttműködések eredményeképp jelent meg 2007. február 3-án második, hat számos EP-jük, a Heart Full of Wine. Újra Connelly dobolt, viszont ez alkalommal James Perryman játszott basszusgitáron, Bethany Porter pedig csellón – mind Julia, mind Angus harmonikázott. 2006 végén az egész világra kiterjedő szerződést írtak alá a Sony/ATV Music Publishing és Creative Artists Agency kiadókkal, európai közvetítőjük útján.

#### A Book Like This

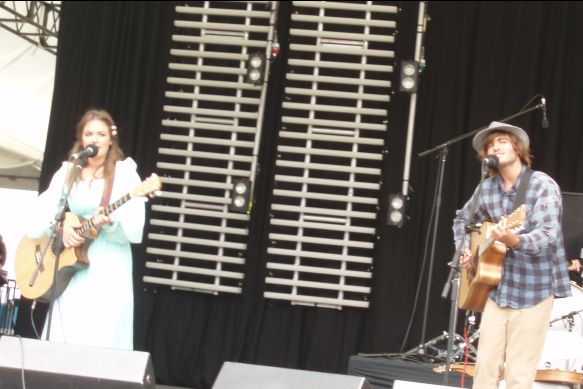
Fellépés a 2007-es Falls Festivalon

Londoni tartózkodásuk alatt Healy számos hanganyagot biztosított a testvérpárnak, melyek végül az album részei lettek. Nappalijában, régebbi gitárok és mikrofonok segítségével folytatták albumok felvételét. Az album hátralévő részét édesanyjuk társalgójában vették fel Pritchettel. A 2007-es évet a Big Day Out fesztiválon való fellépéssel kezdték.
Paper Aeroplane című kislemezük 2006-ban a Triple J 100-as toplistáján 43. lett. 2007 februárjában első ausztráliai turnéjuk telt házas volt. Ugyanebben a hónapban a Chocolates and Cigarettes és a Heart Full of Wine középlemezeik egybecsomagolva is megjelentek Ausztráliában és az Egyesült Királyságban. A brit iTuneson 12. lett a csomag, míg Private Lawns kislemezük a BBC Radio 2-n elnyerte a „Hét kislemeze” címet. A The Evening Standard is pozitívan értékelte a dalt: szerintük „a legjobb számuk, melynek lehetetlen ellenállni”.
Március végén az USA-ban leszerződtek a William Morris Agencyvel. Májusban a brightoni The Great Escape Festivalon léptek fel; a The Evening Standard tudósítása szerint „túlsúlyban voltak a kötöttebb dalok”. Augusztusban jelent meg harmadik, The Beast című kislemezük; az ausztrál kiadáson négy, az októberben kiadott briten két ráadás számmal. A lemez az ARIA kislemezes toplistáján a 40. helyet érte el. Szeptember 6-án jelent meg első stúdióalbumuk, a Book Like This, mely az ARIA listáján a 6. helyre került. 2008-ban platinalemez lett az eladott hetvenezredik példány után. A testvérpár az év hátralévő részét Ausztráliában és az Egyesült Királyságban töltötte. Újra turnéra indultak Ausztráliában, valamint számos koncertet adtak Angliában, Írországban és Skóciában, valamint felléptek a The Magic Numbers zenekarral és a Latitude Festivalon is.
2008-ban először az újév napján rendezett, ausztráliai Falls Festivalon léptek fel, majd visszautaztak Londonba, ahol Newton Faulkner és David Gray mellett adtak elő, illetve számos saját, telt házas koncertet is adtak a Scala klubban. A Wasted című számuk 31., a The Beast pedig 45. lett a Triple J 2007-es 100-as toplistáján. 2008 márciusában a The Book Like This megjelent Angliában is. Májusban a duó a Woodwork Fork Festivalon lépett fel. A helyi sajtó pozitívan nyilatkozott teljesítményükről: az Uncut magazin szerint „törékeny, gyönyörű dalokat” adtak elő, a The Guardian tudósítója pedig így nyilatkozott: „kitöltik a szívem repedéseit boldogsággal”. Az év második fele szintén koncertezéssel telt; először Marta Wainwright mellett turnéztak a szigetországban, majd később Európa többi részén is felléptek; összesen 25 000 ember előtt játszottak. Októberben jelent meg Hollywood című középlemezük, melyen az A Book Like This néhány számánál felcserélték az énekhangokat: az All the Colours (Wasted) és Johnny and June (Hollywood) dalokban Angus énekel Julia helyett; a Lonely Hands (Just a Boy) dalban pedig Julia Angus helyett; ezt a háromszámos kiadást megjelentették az Egyesült Államokban.
2009 márciusában az albumot kiadták az Egyesült Államokban is. A duó Brett Dennennel együtt lépett fel az Államokban, majd előadtak a KCRW South by Southwest fesztiválján is. Áprilisban úgy döntöttek, hogy szétválnak, majd Angus „Lady of the Sunshine” becenév alatt megjelentette első szólólemezét, a Smoking Gunt. Az album az ARIA toplistáján az 50. helyet érte el. A Big Jet Plane című dalt később, mikor újra együtt dolgoztak, kiadták kislemezként.

#### Down the Way és Big Jet Plane
2009-ben a duó nagyrészt második stúdióalbumuk felvételével, szövegírásával foglalkozott. A mixelést a Midnight Youth zenekar tagja, Kieran Kelly végezte a queensi Astoria kerületben található The Buddy Projectben. 2009. november 18-án Scott Dooley Triple J-n sugárzott műsorában előadták az And the Boys című számot. Bejelentették, hogy az album 2010 márciusában, egy ausztráliai turnéval egybekötve fog megjelenni. Hat hónap különlét után (Angus Ausztráliában, Julia New Yorkban) a Sawmills Studio három helyszínén (Cornwall (Egyesült Királyság), Brooklyn (New York) és Govinda Doyle-lal Coolangatta (Queensland)) vették fel a dalokat. Angus elmondta, hogy „a felvett dalok stílusban és érzelmileg [nagyjából] különböznek egymástól”. Az And the Boys lett a második daluk, ami szerepel az ARIA kislemezes 50-es toplistáján.
2010-ben Angliában számos telt házas koncertet adtak. Katy Ratican, a Contactmusic.com munkatársa a következőt írta a manchesteri Ruby Lounge-ban tartott fellépésről: „Főleg Julia irányított. Angus visszahúzódóbb volt, így Juliának kellett kapcsolatot teremteni a közönséggel; később elfogadták Angus gyengéd természetét”. Alexander Gunz a berlini koncertet a következőképp jellemezte: „pontosan úgy néztek ki, ahogy a sajtófotókon; egy tetszetős, marihuánafogyasztó neohippi pár. [Angus] kiváló előadásával, kalapja alatti bolyhos hajával, [Julia] Edding-tollal kidíszített gitárjával, hosszú, kék ruhájával, melyet tánc közben ujjaival megemel.” A következő hónapban adták ki a Big Jet Plane középlemezt, melyen megtalálható a Grease musical You're the One That I Want betétdalának Julia-féle feldolgozása is. Az ausztrál toplistán 21., az új-zélandin 20., a belgán 23., a francián pedig 40. helyet ért el.
2010 áprilisában a Rolling Stone ausztrál változatával való interjú során Julia elmondta, hogy 2009 végén Nem Yorkban egy szólóalbumon dolgozott. A This Love című dal szerepel a The Waiting City című filmben. The Memory Machine című, visszafogott albuma 2010 szeptemberében jelent meg. Elmondása szerint „érett”, de sötétebb és kísértetiesebb, mint a duó közös munkái. Mivel elfoglalt volt közös alkotásaikkal, nem volt az albumot bemutató turné. A Down the Way Franciaországban 30. helyet ért el, és 86 hétig szerepelt a 200 legjobb között. Ausztriában és Belgiumban az 50-, Svájcban és Hollandiában pedig a 100 legjobb között volt. A 2010-es ARIA díjátadón a Down the Way elnyerte az „Év albuma” és a „Legjobb felnőtt alternatív”, a Big Jet Plane pedig az „Év kislemeze” címet; az Artisan Awards átadóján pedig a Down the Wayt az „Év producere” és a „Legjobb borító” elismerésekkel díjazták. A Big Jet Plane az ausztrál nemzeti ünnepen (2011. január 26.) a Triple J 100 legjobbjának listáján első helyet ért el.

#### Szólóalbumok

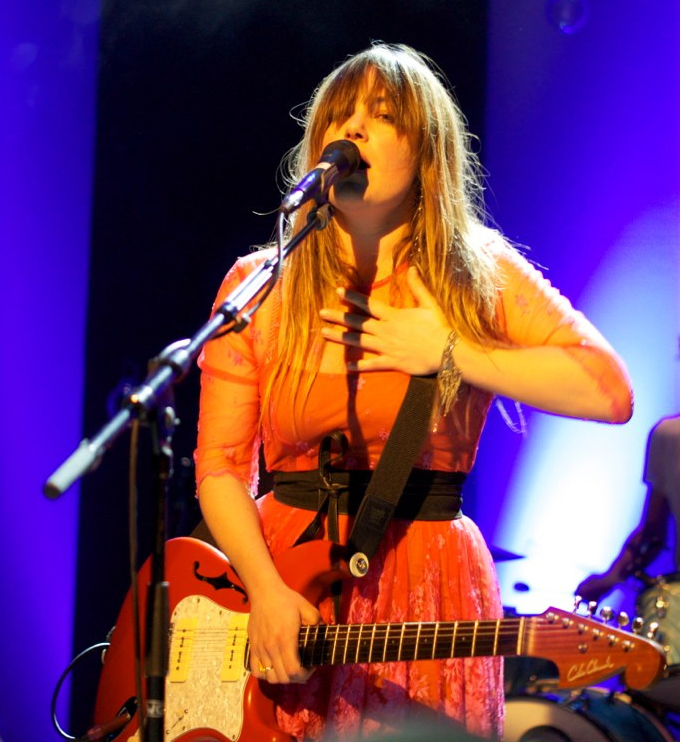
Julia a rotterdami Motel Mozaique-ban 2012 áprilisában

A duó Jason Treuennek megerősítette, hogy egy harmadik albumon dolgoztak. Angus elmondása szerint: „olyan anyagon szeretnék dolgozni, ami megmozgat; valódi groove-alapokon”. 2011-ben két ausztrál fesztiválon (Falls Festivals és Big Day Out) is felléptek; ezután a kaliforniai Coachella fesztivál következett. Júliusban a csapat európai turnén volt, koncerteztek Portugáliában, Hollandiában, Belgiumban, Franciaországban, Svájcban és Olaszországban.
Az év hátralévő részében pihenni terveztek, miközben folytatják a munkát. A Triple J-nek elmondottak alapján 2010 decemberében 2011 végére tervezték az új album kiadását. 2011. szeptember 26-án bejelentették, hogy Love Will Take You című daluk szerepelni fog az Alkonyat – Hajnalhasadás című filmben. Ugyanezen a napon bekerültek a Music Television Iggy's 2011 Best New Band in the World! versenyének 10 legjobbja közé.
2012 májusában Julia elmondta a Rolling Stone-nak, hogy harmadik albumuk nem fog elkészülni. „Nehéz lett volna eldönteni, melyik hat szám maradjon meg... Mindketten saját stílusunkban szerettünk volna alkotni, szóval úgy döntöttünk, hogy egy év szünetet tartunk.” Elmondta, hogy a dalok nem fognak megjelenni, viszont szólókarrierjük után újra összeáll a csapat. Ugyanebben a hónapban kiadta második, By the Horns című lemezét, mely az ARIA listáján 11. lett.

„Amikor felveszünk egy albumot, mindig túl sok számunk van, ezt le kell csökkenteni hatra. Nincs berögzült gyakorlatunk abban, mi marad, és mi kerül át szólólemezeinkre; ez teljesen véletlenszerű. Poénos, hogy Angus nem hallotta a szólólemezem kiadás előtt, és én sem az övét – teljesen külön csináltuk.”

– Julia, 2011 március

Julia elmondta, hogy mind ő, mind Angus saját albumaikon dolgoztak, ezért elhatározták, hogy egy ideig szüneteltetik a közös munkát. 2011 második végén Angus második, Broken Brights című albumán dolgozott, amely 2012 júliusában jelent meg, és a 2. helyig jutott. A Vancouver Weekly újságírójának, Garin Fahlmannek elmondta, hogy: „Sokat tudtam meg az időről... Úgy általánosságban. Visszalépni, hagyni kibontakozni valamit, és akkor előlépni, amikor itt az idő.” 2012 novemberében a Venture Mag munkatársa, Megan Sauers megírta, hogy a duó európai turnéra indul 2013 január–februárban. 2012 decemberének elején külön-külön mindketten felléptek az ausztrál Homebake fesztiválon. Julia további szólófellépéseket tervezett 2013 februárja közepére.

#### Angus & Julia Stone
2014 áprilisában Malibuban Rick Rubinnal kezdtek együtt dolgozni. Április 17-én jelent meg Julia Twitter-üzenőfalán a következő bejegyzés: „Malibuban vagyunk. Éppen az új albumot vesszük fel tesómmal és a csodák emberével, Rick Rubinnal.” Rubin segített abban, hogy a páros ismét egymásra találjon. A producer szerint: „Az album különleges. Angus és Julia igazán egyedi zenészek. Autentikus és tiszta emberek, akik a szívük szerint cselekednek. Soha nem dolgoztam még együtt senki hasonlóval.” Elmondások alapján az album „vegyes harmóniát és kísérleti gitárjátékot tartalmaz”.
Az albumot Ausztráliában az EMI adta ki 2014. augusztus 1-jén; ugyanezen a napon az Amerikai Egyesült Államokban is megjelent az American Recordings gondozásában. Az album megjelenése előtt két számot már meg lehetett hallgatni: az egyik a Heart Beats Slow, amely az ausztrál zenei toplistán 37. helyet ért el; a másik pedig A Heartbreak. Az előző kettő-, valamint a Get Home dal videóklipjének rendezője Jessie Hill.
Az album a duó legmagasabb helyezést elért alkotása. Számos országban (például Franciaország, Németország, Hollandia és Új-Zéland) a 10 legjobb között van. A Metacriticen 67 értékelésből 7 pontot ért el, így kedvező fogadtatásban volt része.

## Diszkográfia

### Stúdióalbumok
- A Book Like This (2007)
- Down the Way (2010)
- Angus & Julia Stone (2014)
- Snow (2017)

### Középlemezek (EP-k)
- Chocolates & Cigarettes (2006)
- Heart Full of Wine (2007)
- The Beast (2007)
- Hollywood (2008)
- Big Jet Plane (2010)
- And the Boys (2013)

### Kislemezek
- Paper Aeroplane (2006)
- Private Lawns (2007)
- The Beast (2007)
- Wasted (2008)
- Just a Boy (2008)
- Hollywood (2008)
- Mango Tree (2009)
- And the Boys (2009)
- Big Jet Plane (2010)
- For You (2011)
- Heart Beats Slow (2014)
- Death Defying Acts (2014)
- A Heartbreak (2014)
- Grizzly Bear (2014)
- Get Home (2014)
- The Hanging Tree (2015)

### Összeállítások
- Heart Full of Wine / Chocolates & Cigarettes (2007)
- Red Berries (2010)
- Memories of an Old Friend (2010)

### Élő albumok
- iTunes Live: London Sessions (2008)
- Live Session (2009)
- iTunes Live: Live from Sydney (2010)
- iTunes Live: ARIA Awards Concert Series 2010 (2010)
- Triple J Live (2011)
- Live 2014 (2014)

### Díszdobozos kiadás
- For You (2010)

### Videóalbum
- iTunes Live – ARIA Awards Concert Series 2010 (2011)

### Videóklipek
- Paper Aeroplane (2006)
- Mango Tree (2006)
- Private Lawns (2006)
- Chocolates & Cigarettes (2006)
- Babylon (2006)
- What You Wanted (2007)
- Heart Full of Wine (2007)
- I'm Yours (2007)
- The Beast (2007)
- Wasted (2007)
- Just a Boy (2007)
- Hollywood (2007)
- Black Crow (2010)
- And the Boys (2010)
- Big Jet Plane (2010)
- Hold On (2010)
- I'm Not Yours (2010)
- Heart Beats Slow (2014)
- A Heartbreak (2014)
- Get Home (2014)
- Grizzly Bear (2014)
- From the Stalls (2015)

## Díjak

### APRA
| Év   | Alkotás             | Díj                       | Eredmény |
| ---- | ------------------- | ------------------------- | -------- |
| 2011 | Angus & Julia Stone | Év dalszerzője            | Elnyerte |
| 2011 | Big Jet Plane       | Év dala                   | Elnyerte |
| 2015 | Get Home            | Blues & Roots Év alkotása | Jelölve  |
| 2015 | Heart Beats Slow    | Blues & Roots Év alkotása | Elnyerte |

### ARIA
| Év   | Alkotás             | Díj                           | Eredmény  |
| ---- | ------------------- | ----------------------------- | --------- |
| 2008 | The Beast           | Áttörő alkotó – Kislemez      | Jelölve   |
| 2008 | A Book Like This    | Blues & Roots Album           | Jelölve   |
| 2008 | A Book Like This    | Legjobb együttes              | Jelölve   |
| 2008 | A Book Like This    | Áttörő alkotó - Album         | Jelölve   |
| 2008 | A Book Like This    | Legjobb borító                | Jelölve   |
| 2008 | Just a Boy          | Legjobb videóklip             | Jelölve   |
| 2010 | Down the Way        | Legjobb együttes              | Jelölve   |
| 2010 | Down the Way        | Év albuma                     | Megnyerte |
| 2010 | Down the Way        | Legjobb felnőtt alternatív    | Megnyerte |
| 2010 | Down the Way        | Legjobb borító                | Megnyerte |
| 2010 | Down the Way        | Év producere                  | Megnyerte |
| 2010 | Big Jet Plane       | Év kislemeze                  | Elnyerte  |
| 2010 | Big Jet Plane       | Legjobb videóklip             | Jelölve   |
| 2010 | Angus & Julia Stone | Legnépszerűbb ausztrál album  | Jelölve   |
| 2010 | Angus & Julia Stone | Legnépszerűbb ausztrál előadó | Jelölve   |

### Egyéb
| Év   | Alkotás       | Díj                                    | Eredmény |
| ---- | ------------- | -------------------------------------- | -------- |
| 2008 | Just a Boy    | J Awards – Legjobb videóklip           | Jelölve  |
| 2008 | Just a Boy    | Inside Film Awards – Legjobb videóklip | Elnyerte |
| 2010 | Big Jet Plane | Triple J - Hottest 100 listavezető     | Elnyerte |

## Fordítás
- Ez a szócikk részben vagy egészben  az   Angus & Julia Stone című angol Wikipédia-szócikk ezen változatának fordításán alapul.  Az eredeti cikk szerkesztőit annak laptörténete sorolja fel. Ez a jelzés csupán a megfogalmazás eredetét és a szerzői jogokat jelzi, nem szolgál a cikkben szereplő információk forrásmegjelöléseként.